# Get-A-Way
«Get-A-Way» (en español: Consigue una manera) es una canción de eurodance del dúo alemán Maxx. Fue lanzada en octubre de 1993 como su primer sencillo.
Fue un éxito europeo, a mediados de 1994 alcanzó la venta de más de 1.1 millones de sencillos. En Alemania, alcanzó el estatus de Oro por vender más de 250.000 unidades. Alcanzó su punto máximo dentro del Top 10 en al menos 13 países; Austria, Bélgica, Dinamarca, Finlandia, Irlanda, Japón, Noruega, Países Bajos, Escocia, Reino Unido, República Checa y Suecia.

## Historia
"Get-A-Way" originalmente contó con la voz del rapero Gary Bokoe y la cantante Samira Besic. Fue inspirado por "Take Away the Colour" de Ice MC y se convirtió en un gran éxito en Alemania tras su lanzamiento en octubre de 1993. Para razones desconocidas, Besic no participó más allá la grabación de voces para "Get-A-Way". Una modelo bailarina llamada Alice Montana fue contratada para sincronizar los labios con la voz de Besic para el videoclip que lo acompañaba. La cantante británica Linda Meek fue reclutada más tarde en el acto a principios de 1994. Rápidamente se asoció con "Get-A-Way", por los medios de comunicación debido a que ella interpretaba regularmente la canción en vivo en concierto y en programas de televisión musicales con Bokoe para programas de música como Top of the Pops, Dance Machine, MTV y muchos más.

## Crítica
Music & Media escribió: «este humeante house lo tiene todo: un ritmo palpitante que debería poner en marcha a los lisiados, sintetizadores pulsantes que proporcionan tanto la melodía ligeramente ambiental como el fondo y un rap prominente para poner la guinda al pastel. Definitivamente tiene un enorme potencial en las listas internacionales».
James Hamilton de RM Dance Update, de Music Week, describió la canción como: «un reggae de blancos y una chica estridente cantando cursi a lo 2 Unlimited».

## Rendimiento en listas
Se convirtió en un gran éxito en la pista de baile en Europa, alcanzando el número 11 en Alemania,y dentro del Top 5 en Austria, la República Checa,Dinamarca, Finlandia, los Países Bajos, Suecia y el Reino Unido. En este último alcanzó el número 4 en su tercera semana en el UK Singles Chart, el 29 de mayo de 1994. Permaneció en esa posición durante dos semanas. El sencillo también se convirtió en un Top 10 en Bélgica, Irlanda, Noruega, Escocia y Suiza,así como en el Eurochart Hot 100,donde alcanzó el número 10.
"Get-A-Way" fue certificado más tarde con un disco de oro en Alemania por vender más de 450.000 unidadesy un disco de plata en el Reino Unido por vender más de 200.000. A mediados de 1994, el sencillo alcanzó un total de 1.1 millones en ventas comerciales europeas.
Fuera de Europa, fue un top 10 en Japón y en la lista de baile RPM en Canadá; donde alcanzó el número 3. En Israel, fue un éxito top 20, alcanzando el número 11, mientras que sólo alcanzó el número 196 en Australia.

## Videoclip
El vídeo musical fue dirigido por Jonathan Bate, quien también luego dirigiría el video para el siguiente sencillo del proyecto; No More (I Can't Stand It).
Muestra a un detective arrojando un collar en un cementerio nevado, hombres de traje y con máscaras antigás M65 robando un camión blindado, luego al detective investigando la escena del crimen y a Gary Bokoe rapeando en la misma. Alice Montana canta en un Pontiac Firebird, una feliz pareja (donde el novio es un ladrón del botín) seguida por el detective y logrando el escape.
El videoclip fue subido a YouTube de manera oficial en julio de 2016 y a julio de 2021 el videoclip contaba más de 44 millones de visitas.